# Wohn- und Wirtschaftsgebäude Hanstedter Straße 1
Das Wohn- und Wirtschaftsgebäude Hanstedter Straße 1 in der niedersächsischen Gemeinde Rhade, Ortsteil Rhadereistedt, wurde im 19. Jahrhundert gebaut. Aktuell (2025) wird es zum Wohnen und gewerblich genutzt.
Das Gebäude steht unter Denkmalschutz (siehe auch Liste der Baudenkmale in Rhade).

## Geschichte und Beschreibung
Rhade wurde im 12. bis 14. Jahrhundert durch die Freiherren von Rahden bewohnt. Es gehört zur heutigen Samtgemeinde Selsingen im Landkreis Rotenburg (Wümme).
Das eingeschossige traufständige Wohn- und Wirtschaftsgebäude als Zweiständer-Hallenhaus, in gleichmäßigem Fachwerk mit Steinausfachungen, reetgedecktem Krüppelwalmdach, Niedersachsengiebel mit Uhlenloch, Pferdeköpfen und Grooter Door mit Korbbogen, wurde in der ersten Hälfte des 19. Jahrhunderts gebaut. Links davon steht ein Anbau mit Satteldach.
Das Landesdenkmalamt befand u. a.: „… ein regionstypisches Hallenhaus der ersten Hälfte des 19. Jahrhunderts in Zweiständerkonstruktion ….“